# 羅斯托克郡
羅斯托克郡（德語：Landkreis Rostock）是德國梅克伦堡-前波美拉尼亚州北部的县，在2011年梅克伦堡-前波美拉尼亚州的县改革中由巴特多伯兰县和居斯特罗县合并而成，县治是居斯特罗。

## 外部連結
- 罗斯托克县 （页面存档备份，存于）